# スター・パイシス
スター・パイシス（Star Pisces）は、マレーシアのスタークルーズが運航しているクルーズ客船。スウェーデンのRederi AB Sliteによりフェリーカリプソ（Kalypso）として建造され、1994年までヴァイキングラインが運航した船を、改装したものである。

## 船歴

### ヴァイキングライン
1980年代末は、バルト海に就航するフェリーの建造ラッシュであり、シリヤラインとヴァイキングラインの2社は1985年から1991年にかけて新たに11隻を就航させた。本船は、建造中の1989年にバルチラの造船部門が破綻したため、トゥルクのマサ造船所が造船所の経営を引き継いで建造されたが、建造費は計画を超過することとなった。
1990年4月30日、トゥルク - マリエハムン・ストックホルム航路に就航した。1993年、Rederi AB Sliteは当時世界最大のフェリーとなるヨーロッパの建造を発注していたが、受領直後に発生したスウェーデン・クローナの切り下げにより、資金をまかなえずヨーロッパは3月にシリヤラインに売却された。4月にRederi AB Sliteは倒産した。
カリプソは同型のアテナと共に、8月に競売にかけられ、スタークルーズが落札した。その後、1994年1月までヴァイキングラインで運航された。

### スタークルーズ
ナーンタリに回航されたカリプソは、ドック入りし、スター・パイシスと改名された。さらにラウマのフィンヤードに回航され、クルーズ客船への改装が行われた。1994年4月、ランカプリ・スター・アクエリアス（Lankapuri Star Aquarius）と改名されたアテナと共に、シンガポールからのクルーズを開始した。元来ダークブルーの船体に上部に細い赤線の入っていた塗装は、スタークルーズの他の船と同様に白く塗り替えられた。その後香港へ移動し、昼間と夜間のクルーズを行った。
2009年5月クルーズ客船としての運航を中止し、最初は香港で後にクラン港で改修に入った。2010年2月、ペナン島からのクルーズにより運航を再開し、12月まで続いた。その後、2011年1月にシンガポールでリノベーションを行い、スタークルーズの新塗装が施された最初の船となった。台湾航路に回ったスーパースター・アクエリアスに代わって2月末から香港発着のクルーズを開始した。ペナン島航路には、スーパースター・リブラが投入された。

## 船内設備

### レストラン
- ビッフェレストラン
  - オーシャンパレス
  - マリナーズバフェット
- タイパン(ダイニング)
- ブルーラグーン（東南アジア屋台料理）
- ウミカワ(寿司レストラン)
- バー
  - サンセットブルーバード

### その他の設備
- シアター
- ショーラウンジ
- ラウンジ
  - マキシムズラウンジ
  - オブザベーションラウンジ
- スパ
- アトリウム
- 美容室
- プール
- カジノ
- 売店、免税店

## 船室

### スイート
- ゲンティンスイート
- マキシムズスイート

### デラックス
- スーペリアデラックス

### ステート
- デラックスステート（海側）
- スタンダードステート（内側）